# Parkbrug (Groningen)
De Parkbrug is een ophaalbrug in de stad Groningen over het Hoornsediep. De brug ligt in de Parkweg, een belangrijkste straat die de Rivierenbuurt verbindt met  de Grunobuurt. De namen van de straat en van de brug komen van het nabij gelegen Stadspark. De brug valt op door zijn rode hameipoort en gele balans. 
Op het eveneens rode brugwachtershuisje hangt een plaquette ter nagedachtenis aan de gesneuvelde Canadese soldaat Thomas 'Tom' Joseph Warnock McCormick. De toen 19-jarige soldaat kwam op 14 april 1945 om op de brug tijdens de bevrijding van de stad Groningen.
De eerste Parkbrug werd gelegd in 1924 bij de aanleg van de Parkweg. Dit was echter een eenvoudige klapbrug, die niet berekend bleek op het toegenomen autoverkeer. In 1938 werd daarom een nieuwe klapbrug aangelegd. In 1960 werd de huidige brug gebouwd.